# Typhlocyba
Typhlocyba är ett släkte av insekter som beskrevs av Ernst Friedrich Germar 1833. Typhlocyba ingår i familjen dvärgstritar.

## Dottertaxa tillTyphlocyba, i alfabetisk ordning[1][2]
- Typhlocyba afghana
- Typhlocyba africana
- Typhlocyba aglaie
- Typhlocyba alabamaensis
- Typhlocyba albicans
- Typhlocyba albida
- Typhlocyba albifascia
- Typhlocyba andromache
- Typhlocyba anufrievi
- Typhlocyba apicata
- Typhlocyba aptera
- Typhlocyba arborea
- Typhlocyba arsinoe
- Typhlocyba athene
- Typhlocyba attenuata
- Typhlocyba aureolineata
- Typhlocyba aureotecta
- Typhlocyba babai
- Typhlocyba bakeri
- Typhlocyba bella
- Typhlocyba bifasciata
- Typhlocyba calemia
- Typhlocyba cassiopeia
- Typhlocyba casta
- Typhlocyba cestocephala
- Typhlocyba chandrai
- Typhlocyba crassa
- Typhlocyba dama
- Typhlocyba delicatula
- Typhlocyba diaphana
- Typhlocyba dubiosa
- Typhlocyba epimiltia
- Typhlocyba equata
- Typhlocyba erythrinae
- Typhlocyba ethiopica
- Typhlocyba euphrosyne
- Typhlocyba ferruginea
- Typhlocyba ficaria
- Typhlocyba fumapicata
- Typhlocyba ghanii
- Typhlocyba gillettei
- Typhlocyba hockingensis
- Typhlocyba hollandi
- Typhlocyba hyposticta
- Typhlocyba iedidia
- Typhlocyba inflata
- Typhlocyba irenae
- Typhlocyba ismaili
- Typhlocyba jucunda
- Typhlocyba juglansae
- Typhlocyba karachiensis
- Typhlocyba latifasciata
- Typhlocyba lautipennis
- Typhlocyba maderae
- Typhlocyba marginata
- Typhlocyba medleri
- Typhlocyba medlerianum
- Typhlocyba melite
- Typhlocyba modesta
- Typhlocyba montana
- Typhlocyba newara
- Typhlocyba nigeriana
- Typhlocyba niobe
- Typhlocyba omani
- Typhlocyba oneka
- Typhlocyba oregonensis
- Typhlocyba peltospila
- Typhlocyba persephone
- Typhlocyba piariae
- Typhlocyba platana
- Typhlocyba pomaria
- Typhlocyba prasina
- Typhlocyba punicea
- Typhlocyba putmani
- Typhlocyba putnami
- Typhlocyba quadriappendicula
- Typhlocyba querci
- Typhlocyba quercus
- Typhlocyba quercussimilis
- Typhlocyba rahmani
- Typhlocyba rubricola
- Typhlocyba rubriocellata
- Typhlocyba rubrostriata
- Typhlocyba rufuscula
- Typhlocyba russeola
- Typhlocyba saffrana
- Typhlocyba scripta
- Typhlocyba shawneeana
- Typhlocyba simlensis
- Typhlocyba sollisa
- Typhlocyba spinosa
- Typhlocyba stactopelta
- Typhlocyba surcula
- Typhlocyba tata
- Typhlocyba thalia
- Typhlocyba tortosa
- Typhlocyba transviridis
- Typhlocyba unicorn
- Typhlocyba unifasciata
- Typhlocyba warana
- Typhlocyba venusta
- Typhlocyba vestita
- Typhlocyba virescens
- Typhlocyba yacaba